# Everlyne Makuto
Everlyne Makuto est une joueuse kényane de volley-ball née le 25 août 1990 à Kakamega.

## Biographie

### Famille
Everlyne Makuto est membre d'une fratrie nombreuse, plusieurs étant des joueurs internationaux de volley-ball, comme Asha, Violet et Luke.

### Carrière en club
Everlyne Makuto intègre le club des Kenya Prisons en 2008. En 2015, elle rejoint le club français du VBC Chamalières.

### Carrière en sélection
Elle fait partie de l'équipe du Kenya féminine de volley-ball, avec laquelle elle participe au Championnat du monde 2010, à la Coupe du monde féminine de volley-ball 2011, à la Coupe du monde féminine de volley-ball 2015.
Elle remporte le Championnat d'Afrique féminin de volley-ball 2013 et le Championnat d'Afrique féminin de volley-ball 2015 ; elle obtient le prix de la meilleure joueuse en 2015

## Palmarès

### En sélection
- Médaille d'or du Championnat d'Afrique féminin de volley-ball 2013
- Médaille d'or du Championnat d'Afrique féminin de volley-ball 2015

### Distinctions individuelles
- Meilleure joueuse du Championnat d'Afrique féminin de volley-ball 2015